# Mukteswar-Tempel

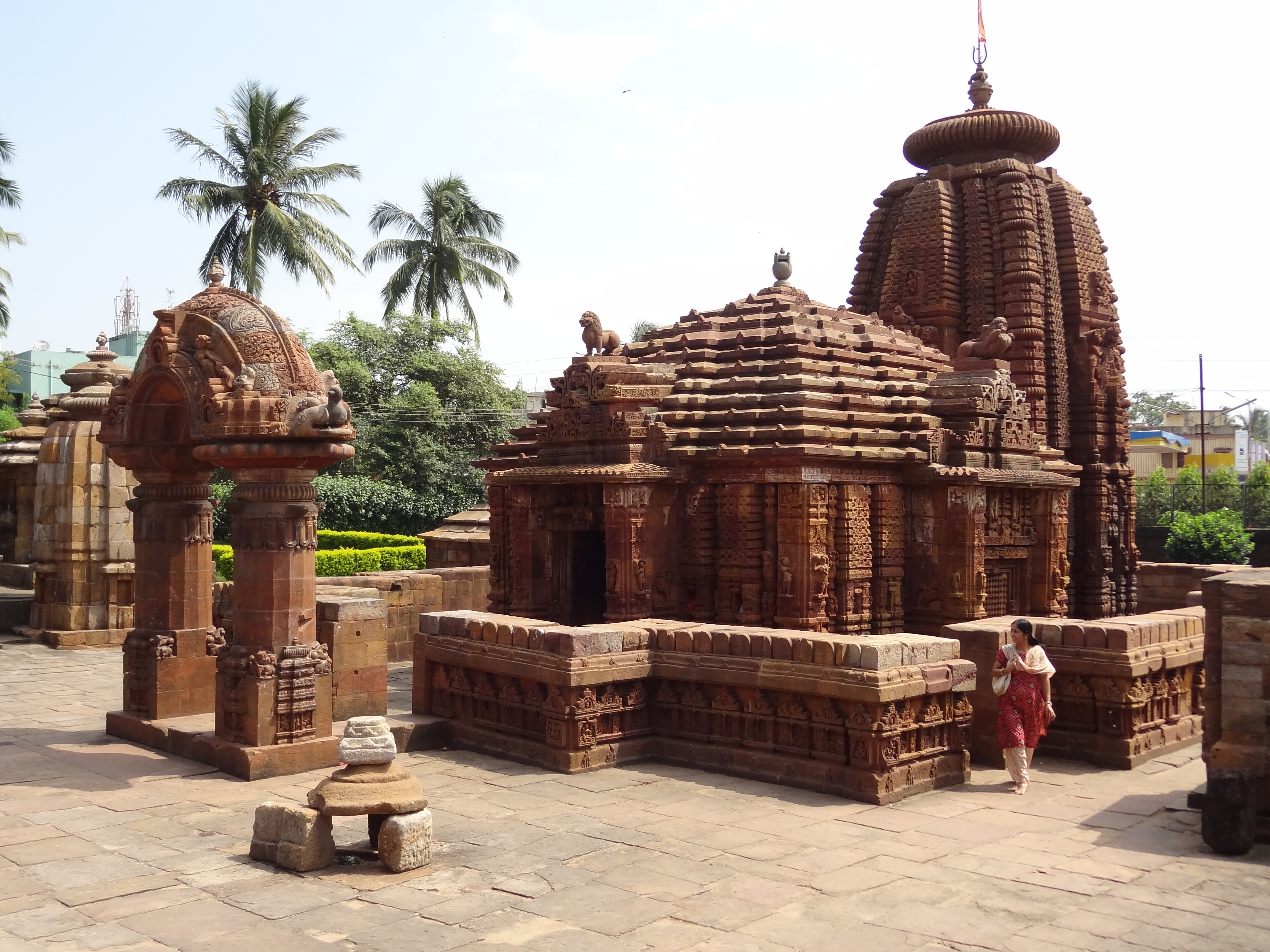
Mukteswar-Tempel (um 970) in Bhubaneswar mit Tor (torana) und Nebenschreinen im Hintergrund

Der dem Hindu-Gott Shiva geweihte Mukteswar-Tempel oder Muktesvara-Tempel von Bhubaneswar im ostindischen Bundesstaat Odisha markiert den Übergang von der frühen Phase des Tempelbaus in Bhubaneswar (Vaital Deul, Parasumaresvara-Tempel) zur späteren Phase (Siddheswara-Tempel, Brahmeswara-Tempel, Lingaraja-Tempel). Architektonische Besonderheiten sind das freistehende Tor (torana) vor dem Tempel sowie mehrere kleine Nebenschreine in seiner Nähe.

## Lage
Der Mukteswar-Tempel befindet sich im religiösen Zentrum von Bhubaneswar unweit des Bindu-Sagar, einem See in der Nähe des Lingaraja-Tempels und des Parasumaresvara-Tempels. In unmittelbarer Umgebung des Mukteswar-Tempels stehen mehrere Begleitschreine sowie der wahrscheinlich zu Beginn des 11. Jahrhunderts entstandene Siddheswara-Tempel.

## Geschichte

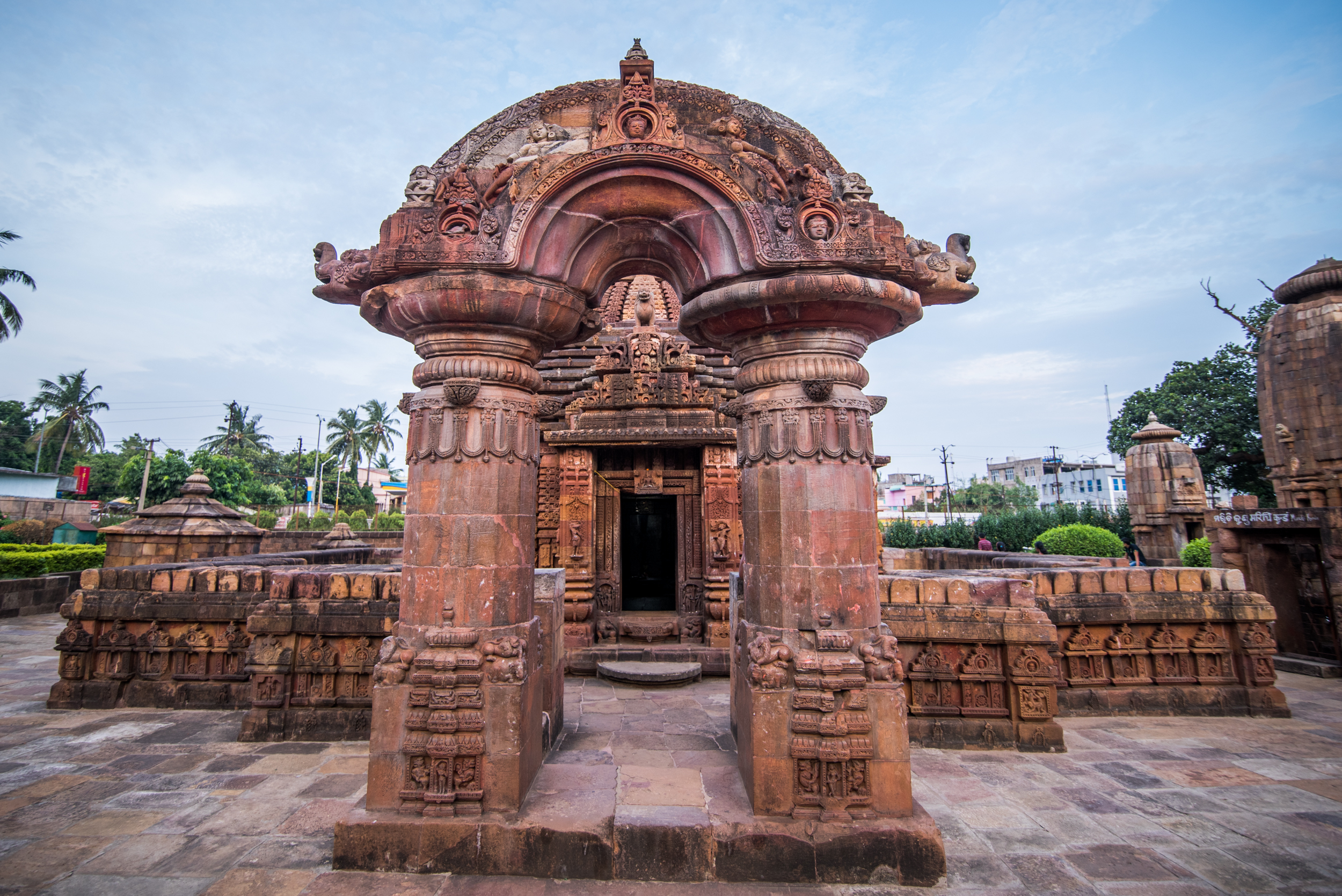
Torana

Über die Baugeschichte des Mukteswar-Tempels und seine Auftraggeber ist nichts bekannt. Aus stilistischen Überlegungen heraus wird das Bauwerk meist in die Zeit um 950/970 datiert. Manchmal wird der in architektonischer Hinsicht wenig elegant wirkende Torbogen etwa 50 bis 70 Jahre früher datiert.

## Architektur

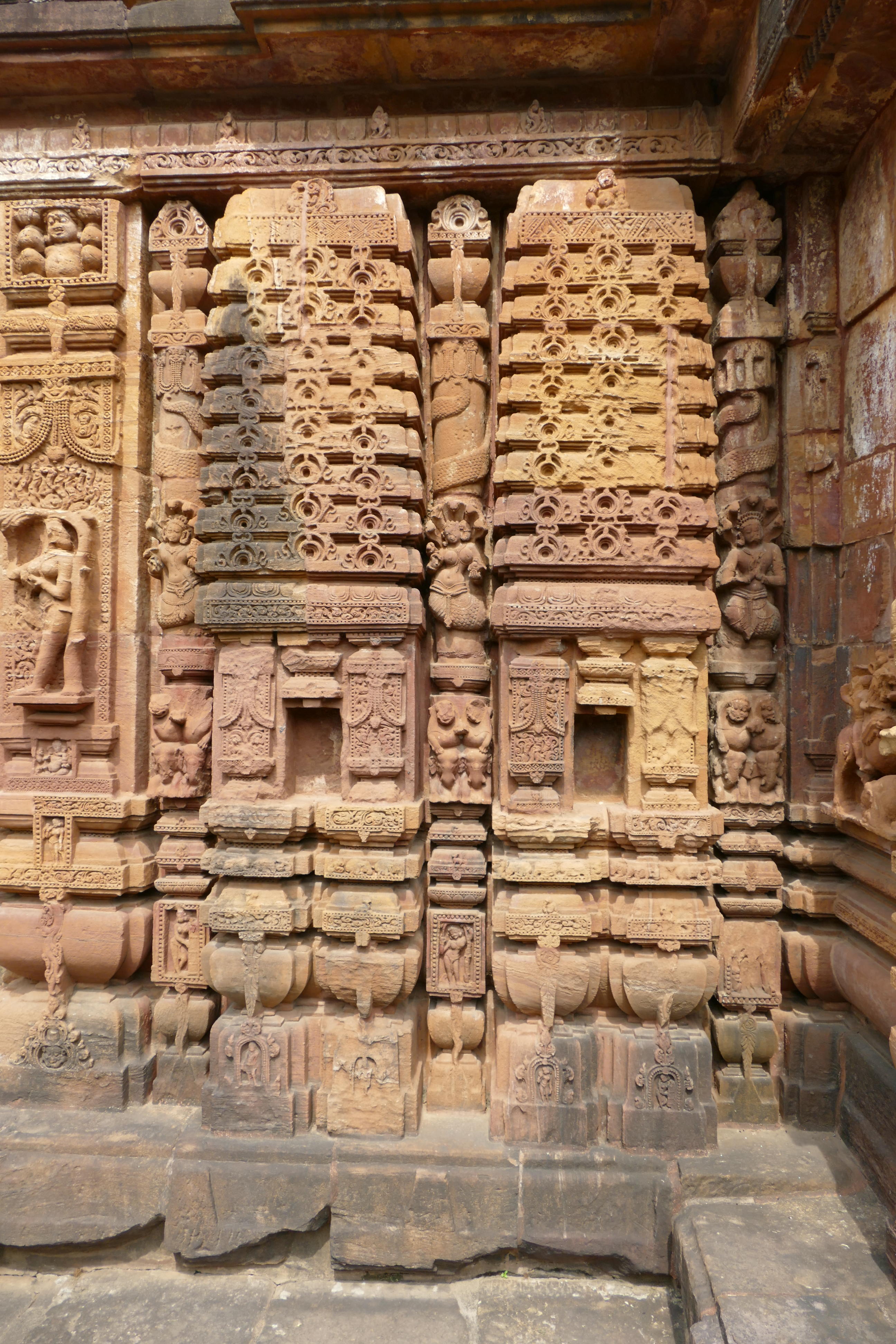
Schmuckgliederung am Außenbau

Wie alle historischen Tempelbauten Bhubaneswars steht auch der Mukteswar-Tempel ebenerdig und ist von einer zinnenbekrönten und mit Schmucknischen versehenen Mauer umschlossen, die sich den Ausmaßen des Tempels angleicht. Er besteht aus zwei Bauteilen: dem von einem Turm (rekha-deul) überhöhten Sanktumsbereich (garbhagriha) und einer Vorhalle (mandapa oder jagamohnana).
Der Turm ist reich gegliedert: die verschiedenen vertikalen Bänder zeigen zumeist Paneele mit sich wiederholenden Mustern (udgamas); in den Eckbändern finden sich kleine Amalaka-Motive. Er schließt nach oben ab mit einem großen, aber dennoch beinahe schwebend wirkenden Amalaka-Ringstein und einer darauf aufsitzenden Kalasha-Vase. Die Cella im Innern des Turmes erhält kein natürliches Licht.
Die Versammlungshalle diente dem Aufenthalt der Gläubigen während der durch die Brahmanen durchgeführten Puja-Zeremonie. Während der untere Teil im Äußern ähnlich gegliedert und gestaltet ist wie der Turmbau, unterscheidet sich der stufenförmige Dachaufbau deutlich. Das Innere der Vorhalle wird durch das stets offenstehende Türportal und zwei seitliche Jali-Fenster belichtet.

## Skulptur
Sowohl an der Außenseite des Turmes als auch an der Vorhalle finden sich vegetabilische und geometrische Dekormotive, die die wenigen figürlichen Darstellungen einrahmen. In Höhe des Dachansatzes stehen mehrere gleichermaßen repräsentativ wie apotropäisch gemeinte Löwen. Ehemals in den Nischen des Turmes befindliche Götterfiguren sind verschwunden; die begleitenden ‚Schönen Mädchen‘ (surasundaris), ‚Baumnymphen‘ (salabhanjikas) und ‚Himmlischen Liebespaare‘ (mithunas) haben sich erhalten.

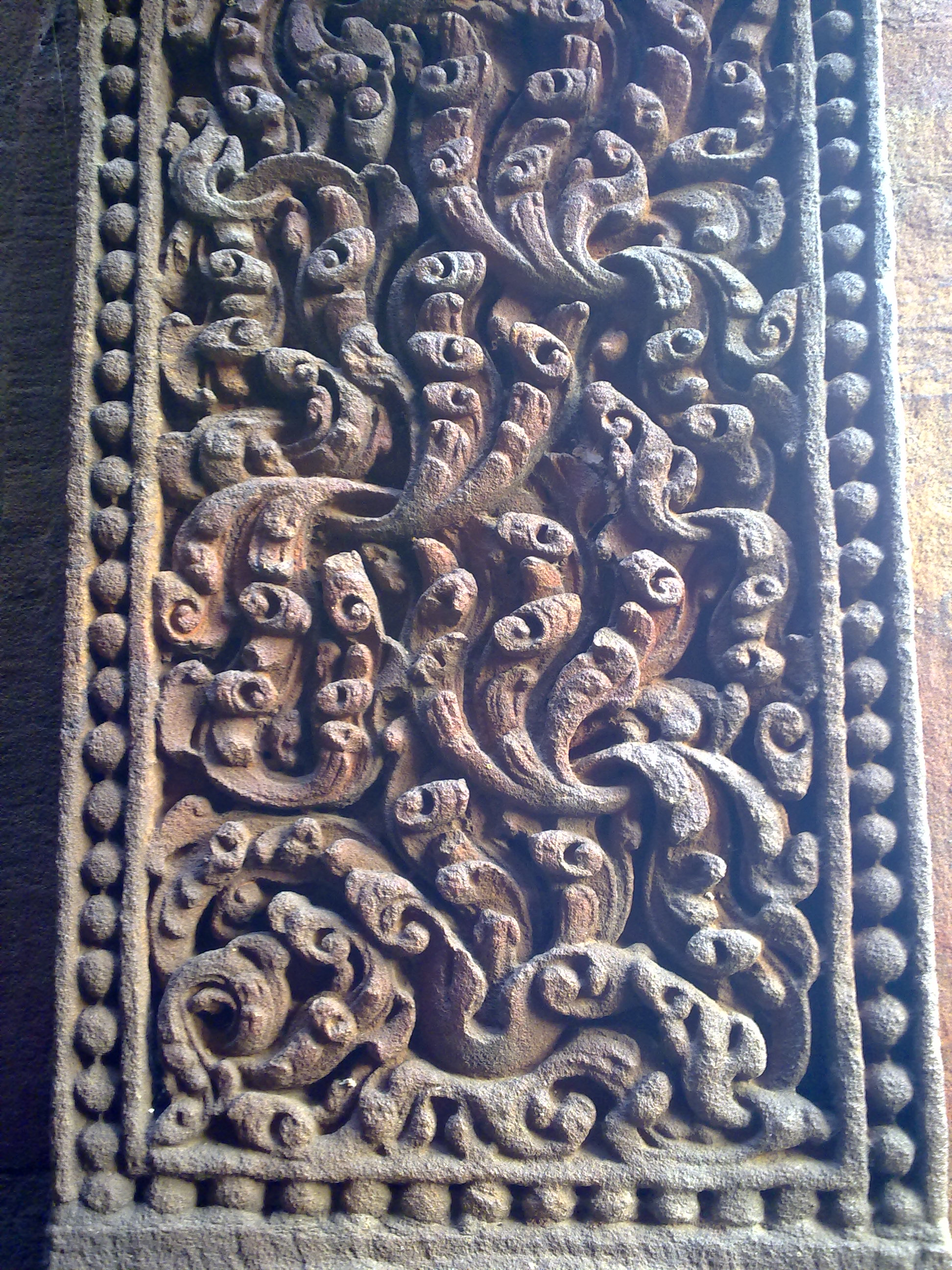
Reliefplatte mit vegetabilischem Dekor
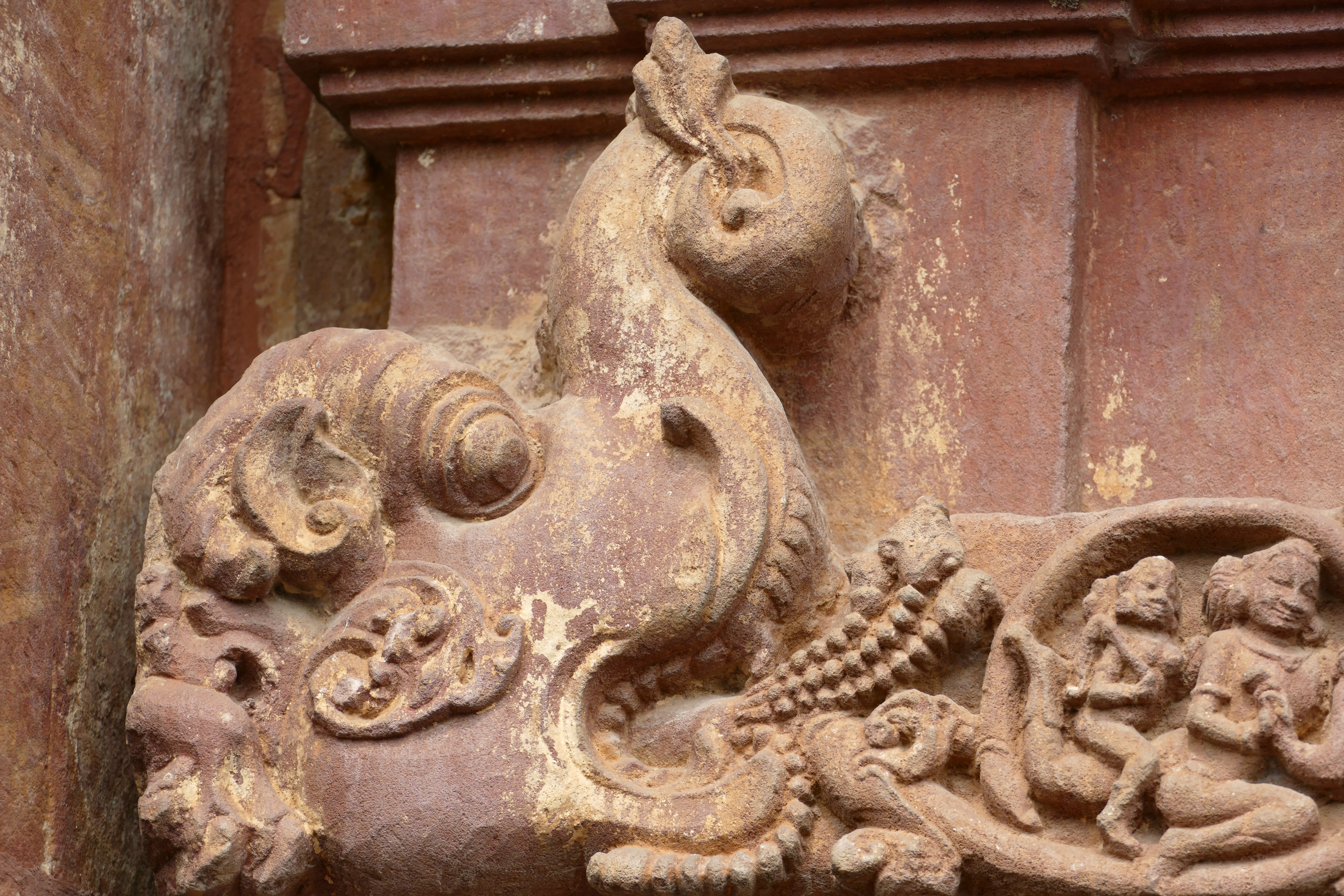
Monsterwesen (yali) mit Rüsselnase
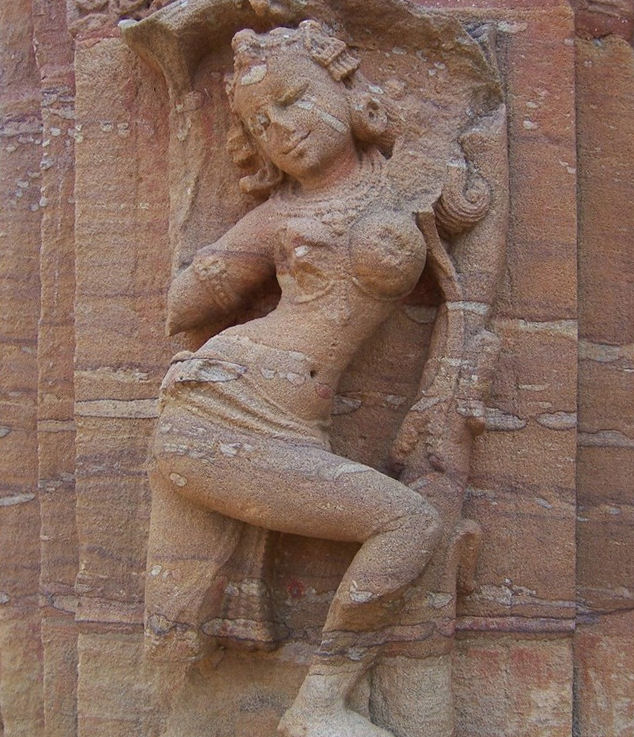
Tänzerin
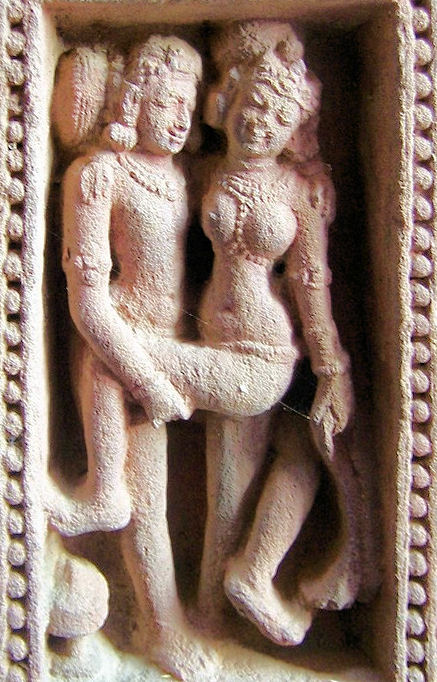
Liebespaar (mithuna) in halberotischer Pose
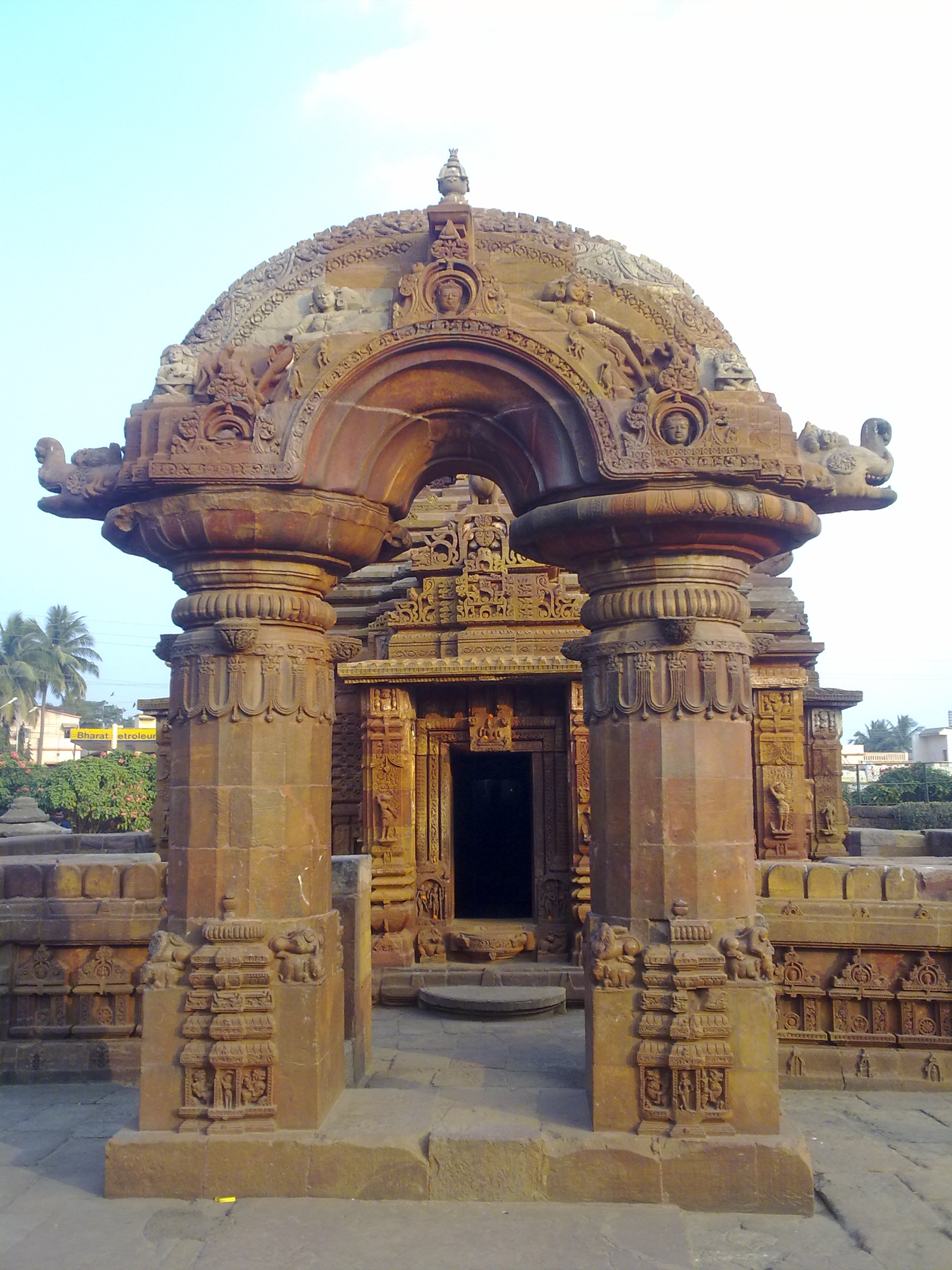
Torbogen
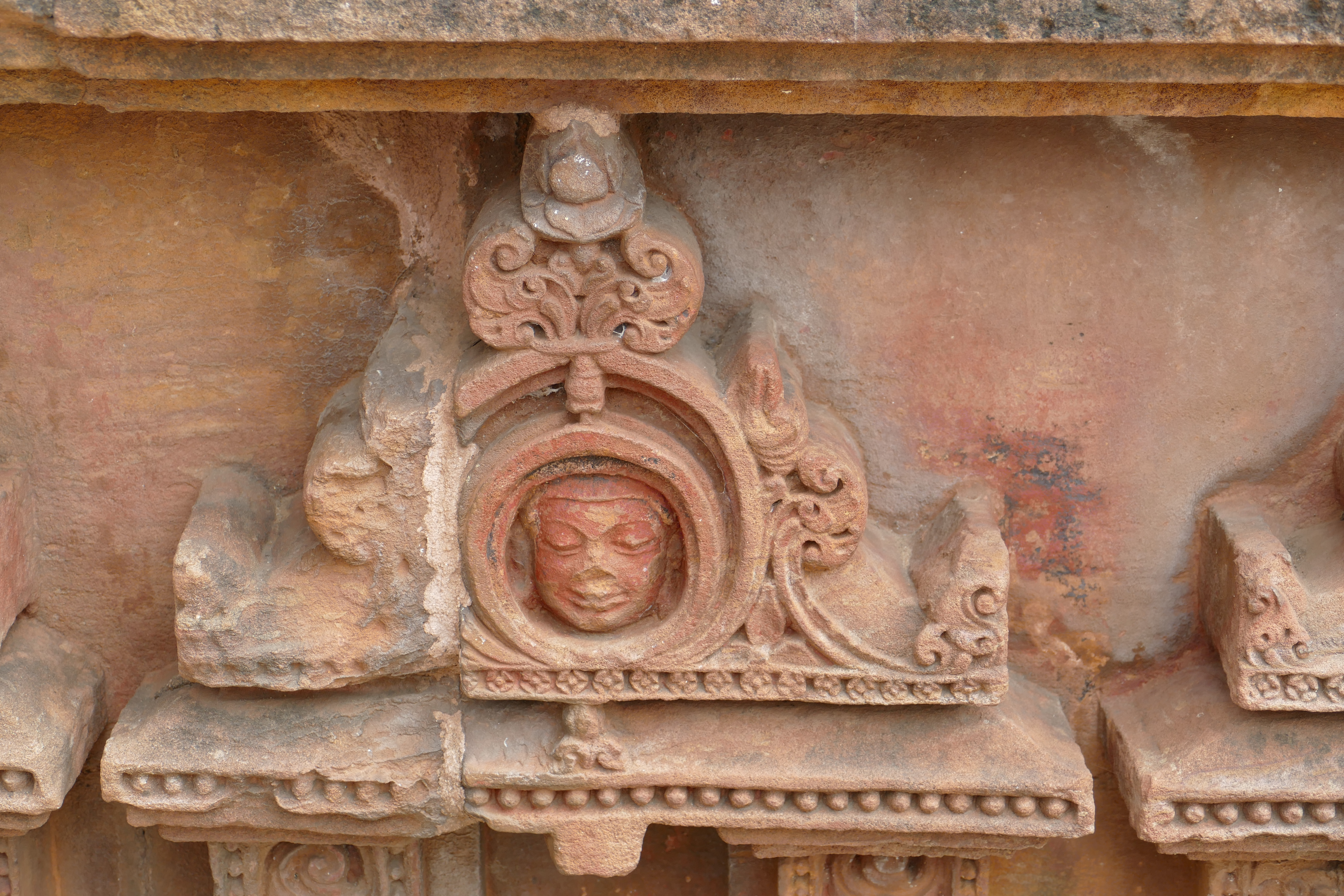
Torbogen (Detail)
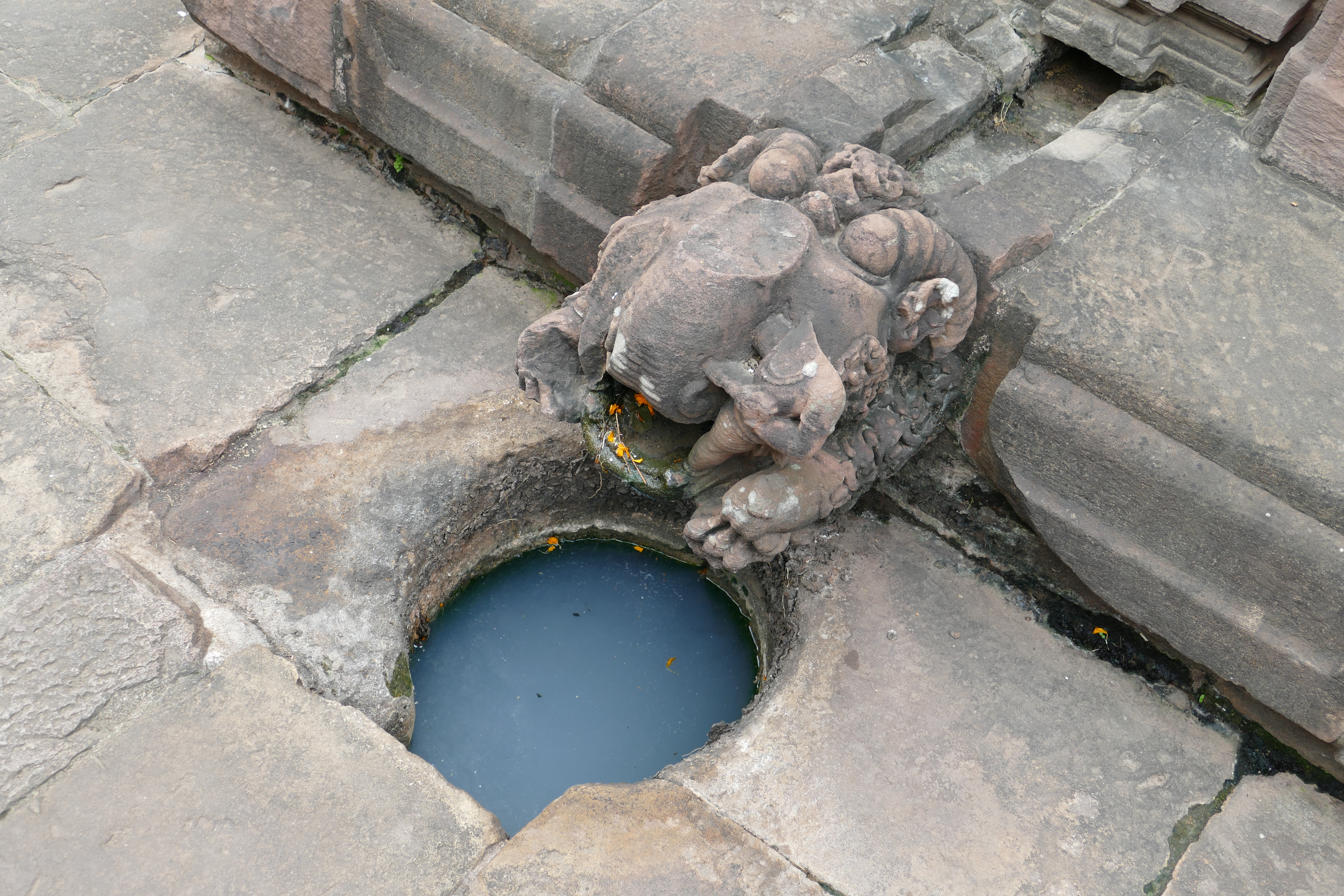
Verzierter Wasserabfluss
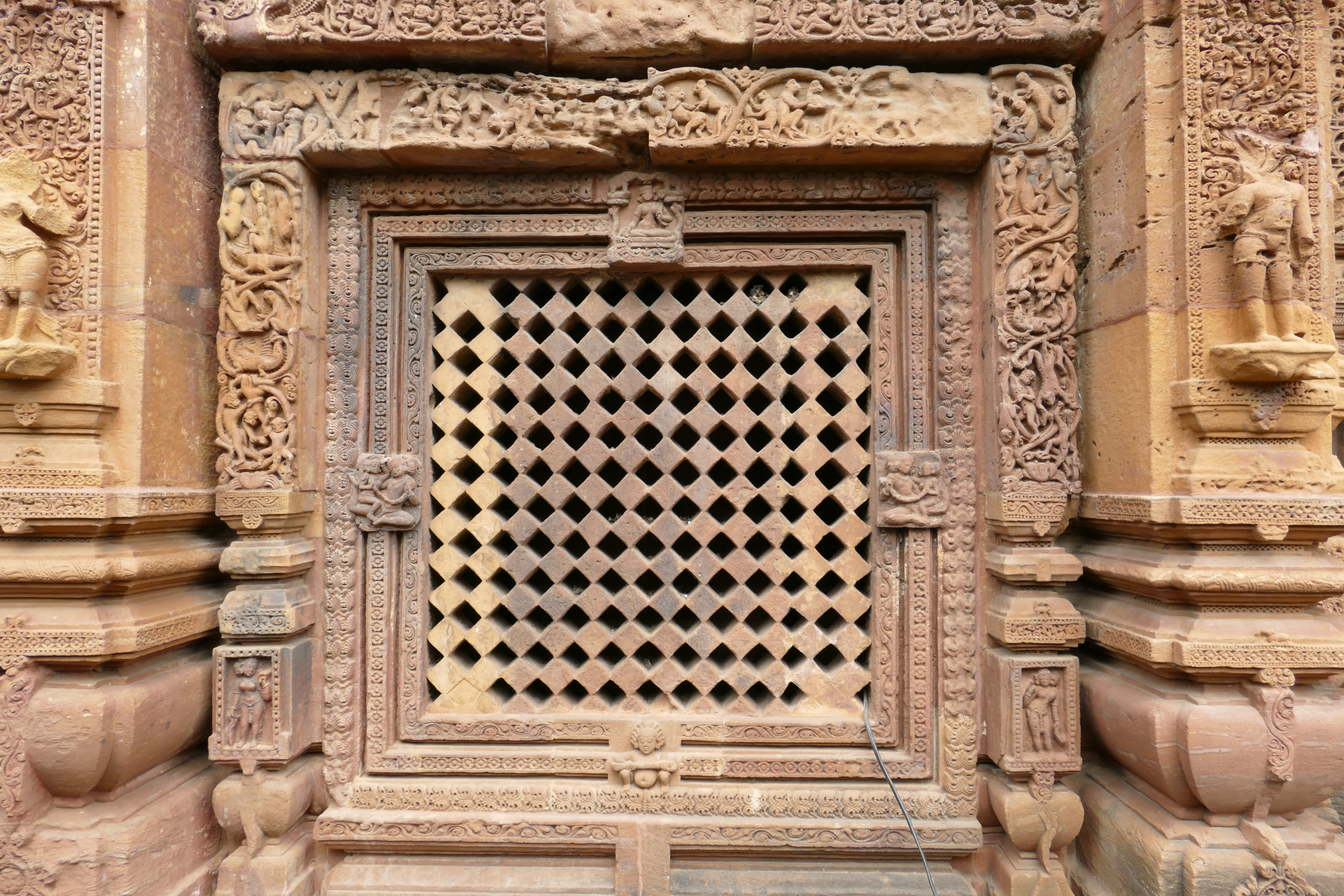
Illustration einer Geschichte aus dem Panchatantra

## Torbau
Der in der mittelalterlichen Tempelbaukunst ganz Indiens nahezu einzigartige Torbau (torana) mit einem monolithisch wirkenden Bogen steht etwas erhöht vor dem Eingang zum Tempelbezirk und außerhalb der Umfassungsmauer. Während die – auf einem quadratischen Sockel aufruhenden – seitlichen Stützen kanneliert sind und in Glöckchengirlanden und Amalaka-Motiven mit aufruhender runder Kämpferplatte enden, ist der Rundbogen mit Chandrasala-Blendfenstern und elegant hingestreckten ‚Himmlischen Jungfrauen‘ (apsaras) geschmückt; als Kontrast dazu finden sich seitlich davon auch zwei sitzende meditierende Yogis mit Kniebändern. Ganz außen sind zwei Löwenköpfe mit aufgerissenen Mäulern und mit Rüsselnase angebracht.